# Medientechnologie
Medientechnologie ist ein Gebiet der Ingenieurwissenschaften und ein Teilgebiet der Medienwissenschaft, das sich mit den Geräten, Signalen, Verfahren und Abläufen im Bereich der elektronischen Medien beschäftigt.
Es umfasst damit Technologien im Bereich von Audio, Fotografie, Video, Animation, Druck und Internet. Dabei wird die gesamte Verarbeitungskette von der Produktion (Aufnahme oder elektronische Generierung), über die Signalverarbeitung, die Übertragung bis zur Speicherung und Wiedergabe betrachtet.

## Definition und Abgrenzung
Der Begriff Medientechnologie ist umfassender zu verstehen, als die Bezeichnung Medientechnik, da hier zur Betrachtung der Geräte auch die Untersuchung der Algorithmen der Medienverarbeitung, der Workflow bei der Medienproduktion und die Betrachtung der Mensch-Maschine-Schnittstelle hinzukommt. Bei der Übersetzung beider Begriffe ins Englische – Media Technology – ist diese Begriffstrennung nicht mehr eindeutig möglich. Genauere Erläuterungen finden sich unter anderem im Artikel zu Technik.
Während früher eine analoge Signalverarbeitung, -übertragung und -speicherung stattfand, die jeweils dezidierte Geräte erforderte, findet seit den 1980er Jahren ein Übergang zur digitalen Verarbeitung statt. In vielen Bereichen wie der Audio- und der Drucktechnik ist der Prozess nahezu abgeschlossen. Dass dieser Übergang im Bereich der Fernsehstudiotechnik erst später begann, lag im Wesentlichen daran, dass dort wesentlich größere Datenmengen anfallen, gleichzeitig jedoch eine Echtzeitverarbeitung und hohe Ausfallsicherheit gefordert sind.  Im Bereich des Films (Digital Cinema) steht der Übergang zur Digitaltechnik erst am Anfang.
Die Digitalisierung führt dazu, dass die Signalübertragung, -verarbeitung und -speicherung heute zunehmend mit Standard-Informationstechnik realisiert werden kann. Das senkt die Kosten und macht die Systeme flexibler. Darüber hinaus wird dadurch eine Verknüpfung bzw. Integration der einzelnen Medien möglich (Multimedia). Die zunehmende Verbreitung elektronischer Medien über das Internet führt zu einer engen Verknüpfung der Medientechnologie mit Teildisziplinen der Informatik, weshalb sich dafür auch bereits der Begriff Medieninformatik herausgebildet hat.
Die Medientechnologie als ingenieurwissenschaftliche Disziplin grenzt sich zwar inhaltlich von Gebieten wie Medienwissenschaft, Medienökonomie oder Mediengestaltung ab, pflegt aber den produktiven Austausch mit diesen Disziplinen.

## Arbeitsfelder
Die Interdisziplinarität von Medientechnologie spiegelt sich in zahlreichen Aufgabengebieten in Medien- und Industriebranchen wider. So wird Medientechnologie eng mit den Begriffen Informatik, Kommunikation, Kunst sowie den klassischen Medienproduzenten Film, Fernsehen, Rundfunk und Druck verbunden. Weitere Schwerpunktthemen sind unter anderem Audio- und Videotechnik, Virtuelle Realität, Internet, Multimedia, Lichttechnik, Interaktives Fernsehen, Computeranimation, Bildverarbeitung und Usability.